# 古代天皇の秘密
『古代天皇の秘密』（こだいてんのうのひみつ）は、高木彬光の長編推理小説。1986年（昭和61年）に角川書店（カドカワノベルズ）から書き下ろし出版された（初版発行日：同年8月15日）。

## 概要
ジョセフィン・テイの『時の娘』（寝たきり探偵作品）を真似た『成吉思汗の秘密』、『邪馬台国の秘密』に続く3作目の作品である。
本書では先人の分析を踏まえた上で独自の推理を重ね、日本の古代史の実像に迫り、国譲りや天孫降臨といった神話の解明にも迫っている。
ただし、この作品は『成吉思汗の秘密』のような「源義経と成吉思汗の一人二役のトリック」や、『邪馬台国の秘密』のように「邪馬台国は何処なのか?」という犯罪者探し的興味や、謎ときのスリルはない。

## ストーリー
探偵・神津恭介がバイクに轢き逃げされ、重傷を負って入院した。探偵作家の松下研三が見舞いにきて、久しぶりにベッドディテクティヴをやりませんか?と持ちかけた。
神武天皇は実在したのか? 大和朝廷は何処から来て、なぜ全国の統一が出来たのか? 隼人族とは? 熊襲族とは? 神津の推理は日本の誕生に迫るが、答えはなかなか見えてこない。